# Pix'n Love Rush
Pix'n Love Rush es un juego de plataformas lanzado para iOS, PlayStation Portable y Ouya en 2010-2013. Una versión actualizada llamada Pix'n Love Rush DX fue lanzada solo para iOS el 16 de diciembre de 2010.

## Recepción
Las versiones de iOS y PSP recibieron «reseñas generalmente favorables», de acuerdo con el sitio web agregador de reseñas Metacritic.
Slide to Play dijo de la versión de iOS que «Pix'n Love Rush es una gema sorprendentemente épica al estilo retro». The A.V. Club escribió que «más allá de lo que parezca, Pix'n es lo suficientemente profundo para matar horas en el sofá, pero también es lo suficientemente casual para distraerse durante todo un viaje al trabajo». AppSpy dijo «Pix'n Love Rush es el ejemplo perfecto de cómo emparejar los juegos clásicos con los modernos, creando un título desafiante y adictivo que es casi infinitamente atractivo». TouchArcade escribió que la misma versión de iOS «crea un juego que se adapta perfectamente a las sesiones de juego cortas o largas, y pide ser jugada una y otra vez mientras te esfuerzas por la gloria de la máxima puntuación».
148Apps.com dijo que «el juego es visualmente una delicia cuando no es una distracción, y sus segmentos de niveles separados individualmente lo diferencian de otros plataformeros infinitos». GamePro escribió que «un sistema de puntajes que altera completamente el estilo visual del juego le suma al sabor único de Pix'n Love Rush, y la jugabilidad rápida lo vuelve un juego accesible perfecto». IGN escribió acerca de la versión original de iPhone que «los rápidos cambios de escenario, la jugabilidad directa pero desafiante, y la facilidad con la que se puede entrar y salir de Pix'n Love Rush contribuyen a este puntaje estelar». GamesMaster dijo de la versión de iOS que «es repetitivo, pero eso también es verdad para los juegos de vieja escuela que lo inspiraron». Pocket Gamer dijo «parte Mario, parte Space Invaders, parte todo juego 2D que se te ocurra, Pix'n Love Rush le encantará a tantos jugadores como a los que confundirá». GameZone escribió que «por un dólar, esta es una compra de calidad. El modo de cinco minutos es intenso, rápido y difícil, y los jugadores volverán a él una y otra vez. Dicho esto, su estadía en el juego no durará mucho. Es realmente una maratón de cinco minutos, tal vez una o dos veces por día». Edge describió a la misma versión de iOS como «un shot corto y económico de juegos de vieja escuela».